# Vloeddijk
De Vloeddijk is een straat in het centrum van de Nederlandse stad Kampen. De Vloeddijk loopt vanaf de IJsselkade tot het Bolwerk. Zijstraten van de Vloeddijk zijn de Kalverhekkenweg, Meeuwenweg, Broederweg, Hanensteeg, Cellebroedersweg, Bregittenstraat, Graafschap en de Prinsenstraat en Molenstraat. De Vloeddijk is ongeveer 1200 meter lang. Evenwijdig aan de Vloeddijk loopt de Burgel (stadsgracht) met daar weer naast de Burgwal.

## Geschiedenis
De Vloeddijk is een van de oudste gedeelten van Kampen met diverse monumentale panden, die herinneren aan de geschiedenis van Kampen. Zo bevindt zich onder andere het voormalige Burgerweeshuis (1891) aan de Vloeddijk 39. Dit gebouw doet thans dienst als muziekschool. Alsook het voormalige pesthuis voor lijders aan de pest, een ziekte die vroeger vaak voorkwam.

## Fotogalerij (rijksmonumenten)

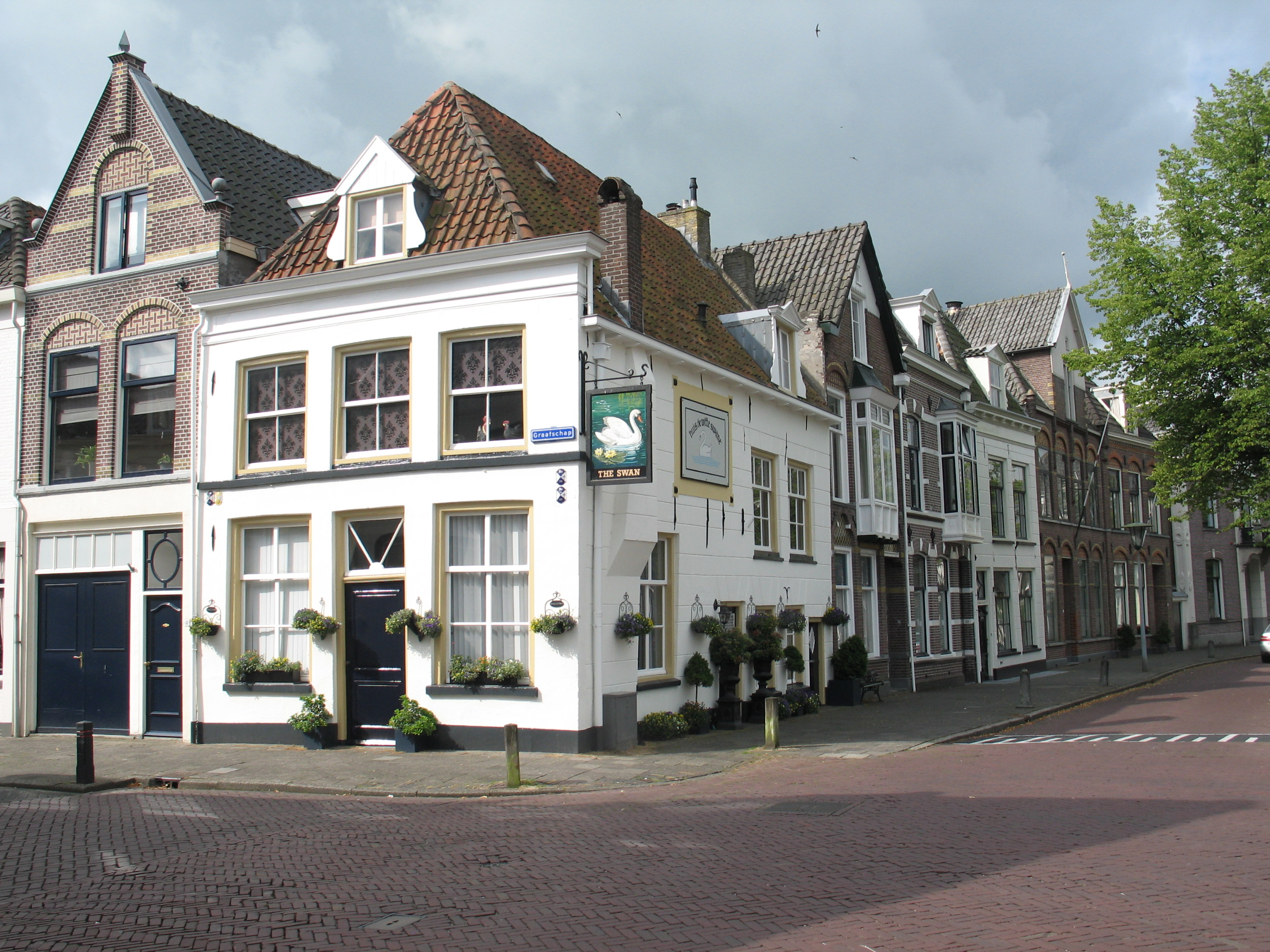
Vloeddijk 8 te Kampen
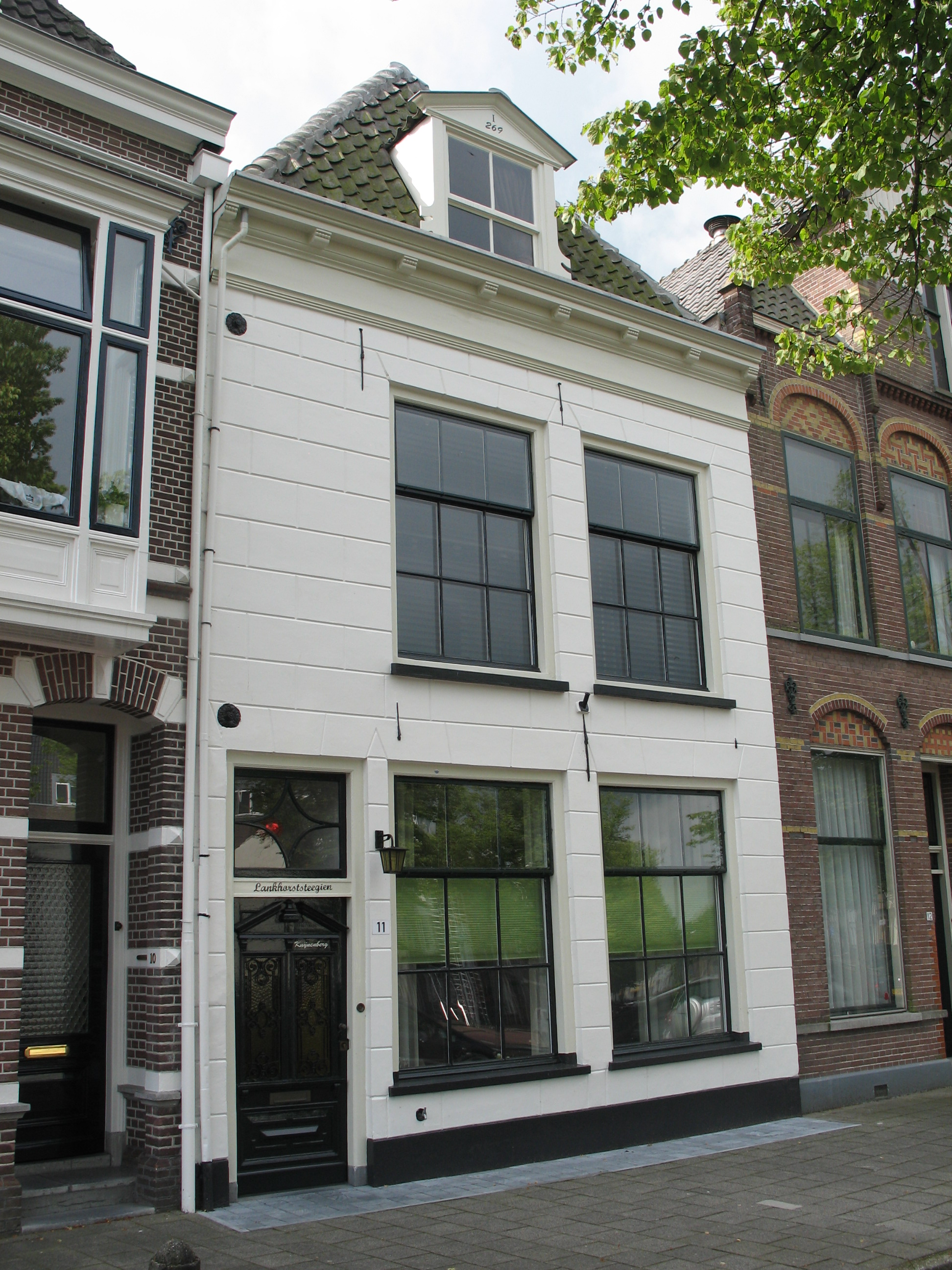
Vloeddijk 11
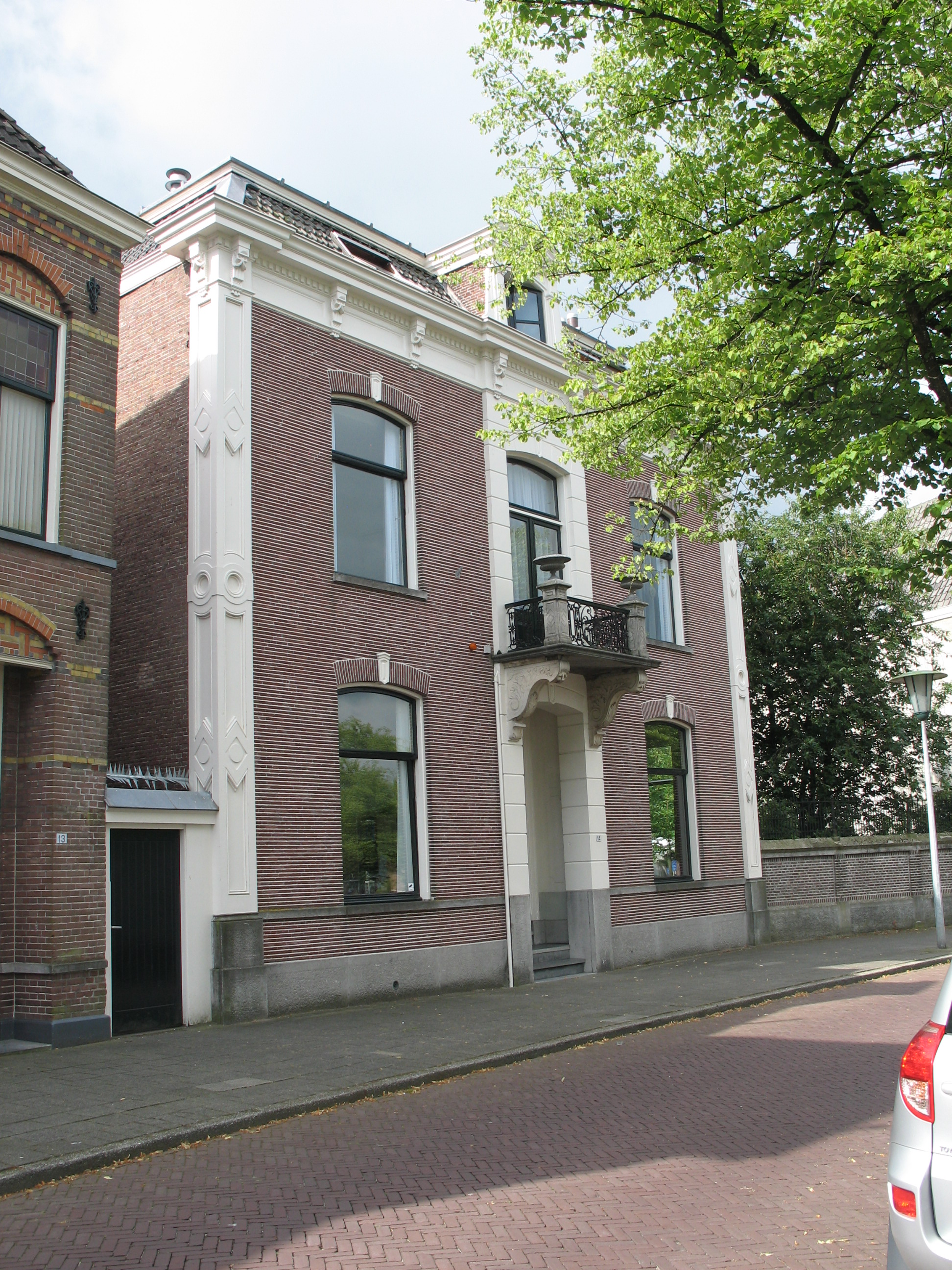
Vloeddijk 14
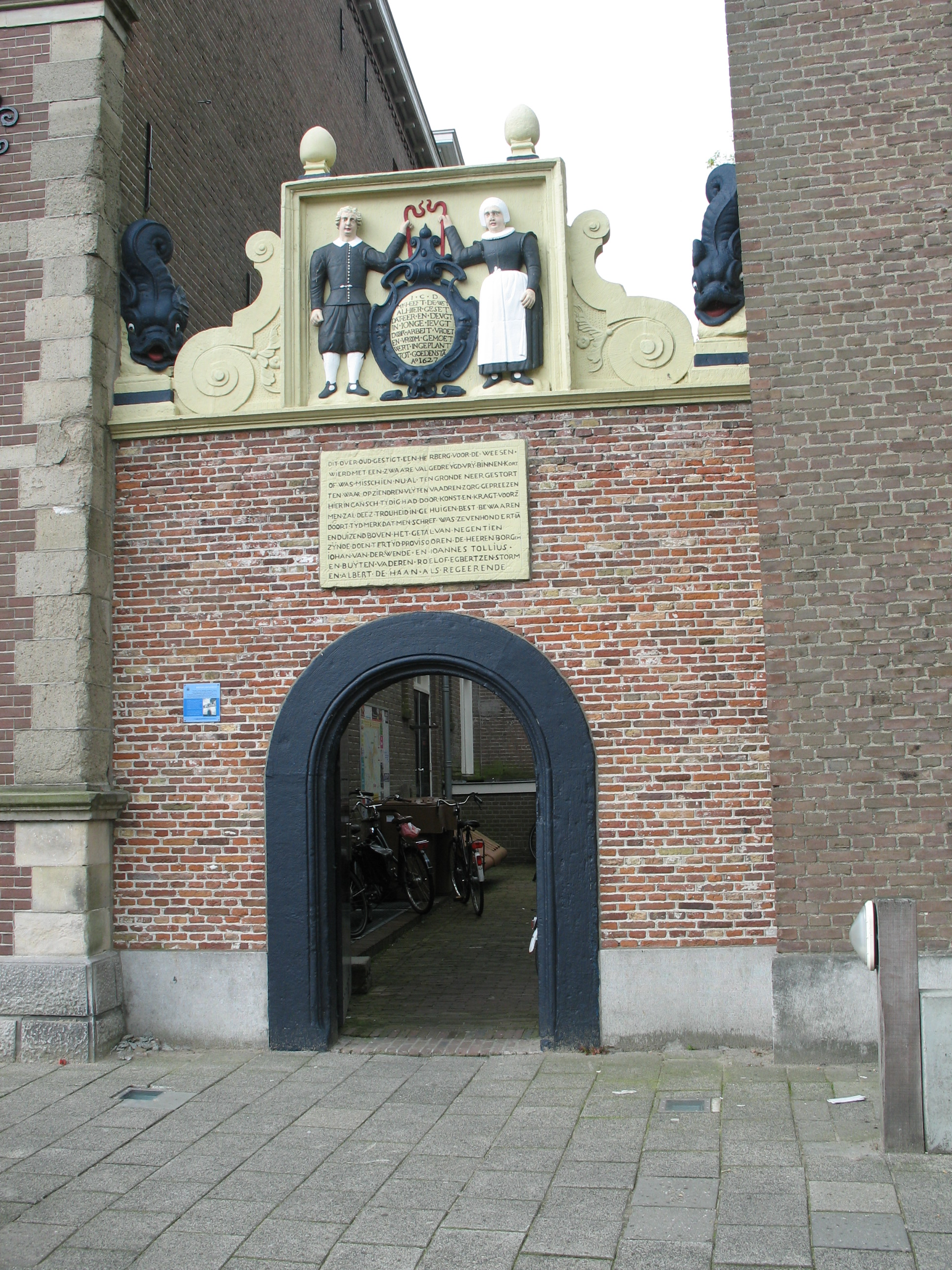
Weeshuispoort aan de Vloeddijk 39
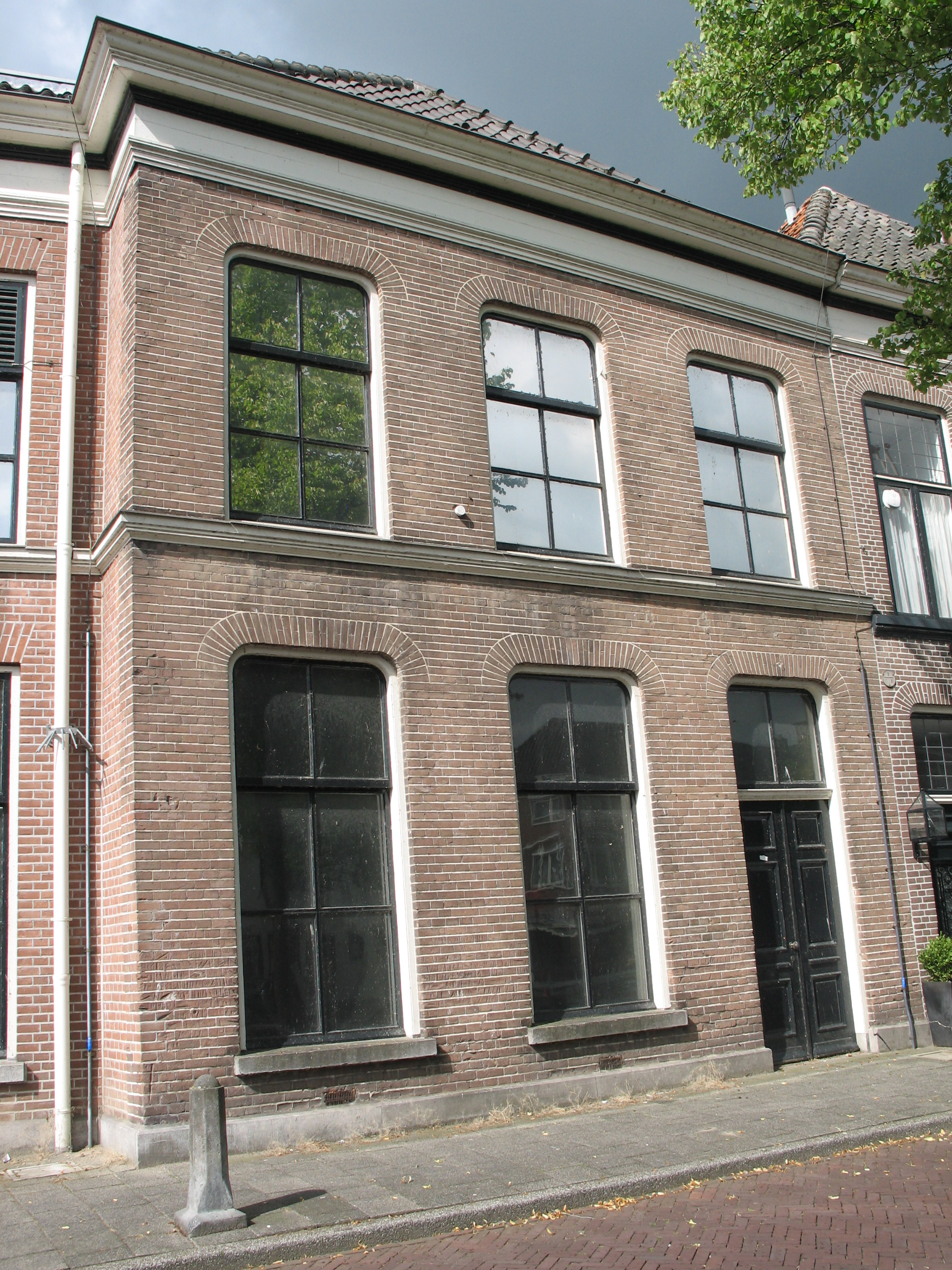
Telefooncentrale aan de Vloeddijk 42
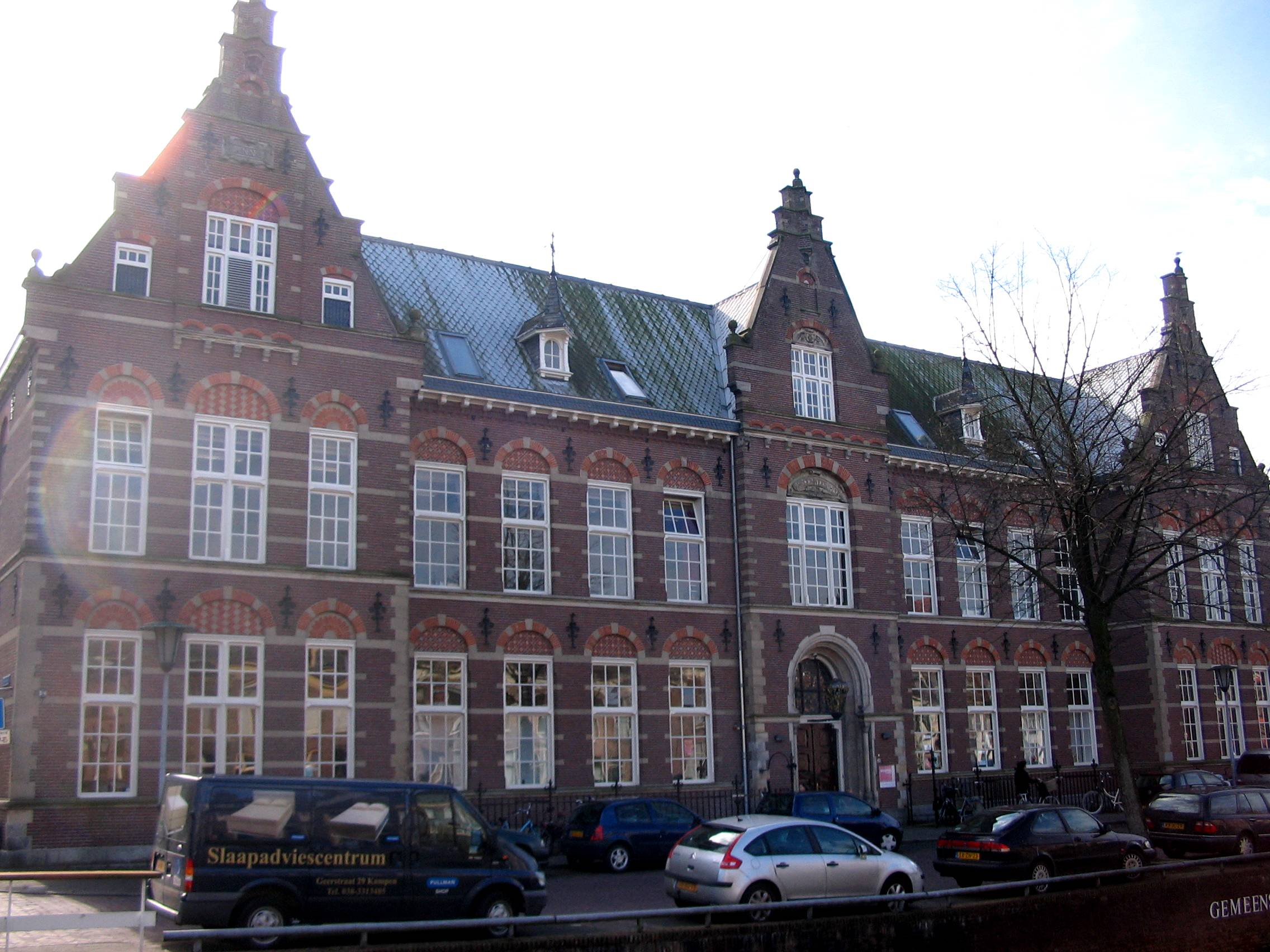
Voormalig Burgerweeshuis Vloeddijk